# Hans Kundt

Hans Kundt

Hans Anton Wilhelm Friedrich Kundt (* 28. Februar 1869 in Neustrelitz; † 30. August 1939 in Lugano) war ein preußischer Generalmajor und späterer bolivianischer Kriegsminister.

## Leben
Hans Kundt wurde als Sohn des Hauptmanns und Kompaniechefs Hans Heinrich Friedrich Karl (* 1836) und dessen Frau  Helene Marie Elisabeth, geb. Willert (* 1840), Bürgermeistertochter aus Wesenberg, geboren. Er trat am 7. März 1888 in das 4. Thüringische Infanterie-Regiment Nr. 72 der Preußischen Armee ein. Dort wurde er am 15. Oktober 1888 zum Portepeefähnrich ernannt und am 21. September 1889 zum Sekondeleutnant befördert. Vom 1. Oktober 1893 bis 15. September 1896 diente er als Adjutant beim Bezirkskommando Naumburg (Saale). Anschließend absolvierte Kundt für drei Jahre die Kriegsakademie und wurde zwischenzeitlich unter Versetzung in das Infanterie-Regiment „Vogel von Falckenstein“ (7. Westfälisches) Nr. 56 am 20. Mai 1897 zum Premierleutnant befördert. Nachdem er die Kriegsakademie erfolgreich abgeschlossen hatte, kommandierte man ihn auf ein Jahr zum Großen Generalstab. Diese Kommandierung verlängerte sich dann um ein weiteres Jahr, bis er schließlich am 22. März 1902 mit seiner Beförderung zum Hauptmann dem Generalstab der Armee aggregiert und zur Dienstleistung beim Generalstab des XVII. Armee-Korps kommandiert wurde.
Im Jahre 1908 besuchte er als Mitglied einer militärischen Delegation Bolivien. 1911 begann er mit der Reorganisation des bolivianischen Heeres nach preußischem Vorbild. 1914 kehrte er nach Deutschland zurück und wurde als Oberstleutnant Kommandeur des Reserve-Infanterie-Regiments Nr. 254 an der Ostfront. Oberst Kundt kommandierte vom 3. Januar 1917 bis zum 1. März 1918 das Kaiser Alexander Garde-Grenadier-Regiment Nr. 1. Kurzzeitig war er im Anschluss mit der Führung der 42. Infanterie-Brigade beauftragt. Nach Kriegsende hatte er nochmals ab 20. Januar 1919 bis zu dessen Auflösung das Kommando über das Kaiser Alexander Garde-Grenadier-Regiment Nr. 1. Zuletzt war er ab 1. Januar 1920 bis zu seiner Verabschiedung am 30. April 1920 als Generalmajor Kommandant von Glogau.
1921 ging Hans Kundt erneut nach Bolivien, nahm die Staatsangehörigkeit an und trat als General in das bolivianische Heer ein. In dieser Position führte er seine 1911 begonnene Reorganisation fort und wurde sehr populär, da er sich – im Gegensatz zum größten Teil des bolivianischen Offizierskorps – um das Wohlergehen jedes einzelnen Soldaten kümmerte. Im Jahr 1923 wurde er zum Kriegsminister ernannt. 1928 holte er Ernst Röhm nach, der dann im Range eines bolivianischen Oberstleutnants als Militärinstrukteur tätig war. Nach dem Sturz des Präsidenten Hernando Siles Reyes verließen Kundt und Röhm 1930 Bolivien.
Schon zwei Jahre später wurde er zurückgeholt, um das bolivianische Heer im Chacokrieg gegen Paraguay als Befehlshaber zu führen. Die besser ausgerüstete und zahlenmäßig stärkere bolivianische Armee konnte ihre Überlegenheit aufgrund mangelhafter Taktik nicht zu ihrem Vorteil einsetzen. Sie führte beispielsweise sinnlose und blutige Frontalangriffe auf gut gesicherte feindliche Stellungen. Auch die Vorsorgemaßnahmen zur Sicherung des Nachschubs erwiesen sich als unzureichend. Zudem waren die Bolivianer nicht in der Lage, flexibel auf die Manöver des paraguayischen Heeres zu reagieren. Dieses kesselte Einheit um Einheit des bolivianischen Heeres ein und zerschlug sie. Die politischen Folgen dieser verheerenden Niederlage sind in Bolivien bis heute bemerkbar.
Nach seinem erzwungenen Rücktritt im Dezember 1933 verließ Kundt Bolivien für immer.
Der spätere deutsche Generalmajor Jasper Kundt (1872–1940) war sein Bruder, Marie Kundt, die Direktorin der Photographischen Lehranstalt des Lette-Vereins, war seine Schwester.